# Georg Lindemann
Georg Heinrich Lindemann (Osterburg, 8 marzo 1884 – Freudenstadt, 25 settembre 1963) è stato un generale tedesco.

## Biografia
Dopo aver combattuto sul fronte occidentale e su quello orientale nella prima guerra mondiale, Lindemann aderisce ai Freikorps di Von Lettow.

### Seconda guerra mondiale
Con l'ascesa del partito nazista, Lindermann viene promosso comandante della Scuola di Guerra di Amburgo e nel 1936 viene promosso Generalleutnant.
Allo scoppio della seconda guerra mondiale comanda la 36ª Divisione di fanteria nelle operazioni dell'invasione della Polonia e poi della Francia.
Nel giugno 1941 Lindermann – che intanto era diventato Generale di Cavalleria degli L.Armeekorps – partecipa all'assedio di Leningrado.
Durante l'Operazione Barbarossa, la città russa di Gatchina, occupata dalla Germania venne ribattezzata Lindemannstadt in suo onore.
Nel gennaio 1942 Lindemann viene promosso Generaloberst e guida la ritirata della 18ª Armata da Oranienbaum a Narva. Nel marzo 1944 viene trasferito nella Riserva.
Il 1º febbraio 1945 viene nominato Comandante supremo delle forze armate tedesche in Danimarca.
Nel maggio 1945 quando ormai la seconda guerra mondiale era finita, Lindemann cercò di convincere l'ammiraglio Karl Dönitz a proseguire l'occupazione della Danimarca e della Norvegia (quest'ultima era ancora sotto il comando di Franz Böhme).
Dönitz rifiutò e decise che la Germania si sarebbe arresa senza condizioni.

### Dopo la fine della guerra
Dopo la fine della guerra, Lindemann venne fatto prigioniero ma non venne accusato di crimini di guerra. Dopo il suo rilascio nel 1948 tornò in Germania dove visse appartato fino alla morte.